# Tangara à sourcils fauves
Poospiza rufosuperciliaris
Espèce
Statut de conservation UICN

 LC B1ab(i,ii,iii,v);D2 : Préoccupation mineure
Le Tangara à sourcils fauves (Poospiza rufosuperciliaris) est une espèce de passereaux appartenant à la famille des Thraupidae.

## Répartition
Il est endémique du Pérou.

## Habitat
Il vit dans les forêts humides subtropicales ou tropicales d'altitude.
Il est menacé par la perte de son habitat.